# Fysisk antropologi

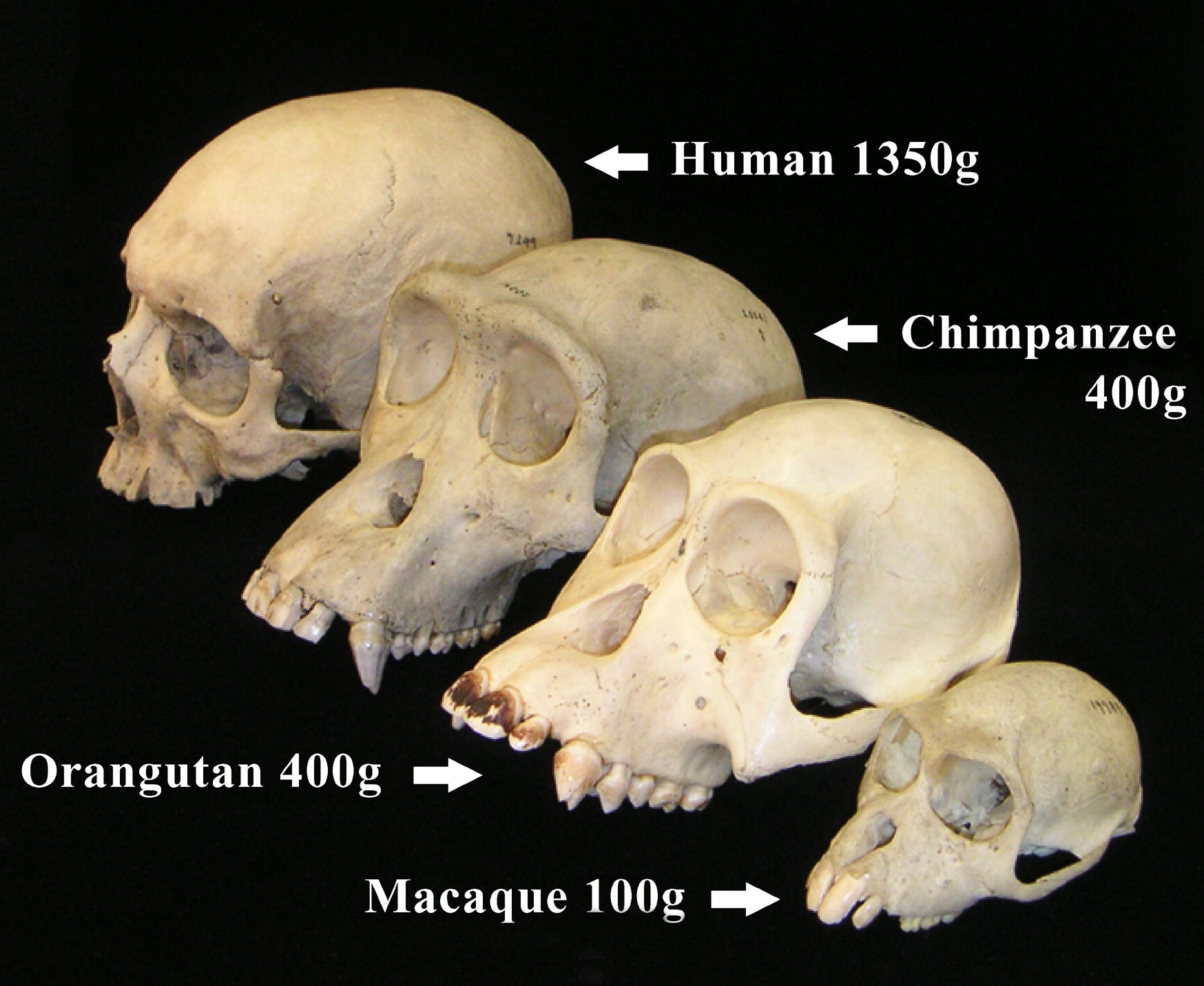
Kranium från primater, med angiven skallvolym för de olika arterna.

Fysisk eller biologisk antropologi är en delvetenskap av antropologin och biologin, vilken specialiserat sig på kollektiva variationer mellan primater eller folk, till skillnad från läkare som kan studera den anatomiska variationen hos individer. Den fysiska antropologin ägnar sig åt studier av primaters evolution i relation till miljömässiga faktorer, samt åt att studera förhållandet mellan anatomi och beteende.
Den fysiska antropologin förekommer inom paleoantropologin, bioarkeologin och rättsantropologin. En stor del av ämnet ägnar sig åt osteologi (studier av skelett), människans genetik, och åt att studera sambandet mellan kraniets evolution och evolutionen av det mänskliga intellektet.
Från mitten av 1900-talet blev den fysiska antropologin kritiserad för att framställa och underblåsa rasistiska teorier, genom att det var vanligt att indela människan i tänkta, biologiskt grundade, människoraser, vilka den fysiska antropologin också tillskrev olika inre egenskaper beroende på faktorer i dessa tänkta människorasers sociala och biologiska miljö. Ämnet ledde till uppfattningen om att det fanns olika människoraser, och att dessa var bättre eller sämre anpassade till den västerländska civilisationen och dess värderingar.